# За пределами временного барьера
«За пределами временного барьера» (англ. Beyond the Time Barrier) — американский научно-фантастический фильм режиссёра Эдгара Г. Ульмера, вышедший на экраны в 1960 году.
Фильм рассказывает об американском лётчике-испытателе, который, преодолев во время полёта временной барьер, оказывается в постапокалиптическом мире будущего, на который бедственное воздействие оказали испытания ядерного оружия.
Как отметил кинокритик Майк Грост, фильм делался в атмосфере Холодной войны, и очевидно, что «снимался до заключения Договора о частичном запрещении испытаний ядерного оружия, который был подписан в 1963 году».
По словам кинокритика Ричарда Шейба, «этот фильм категории В был сделан очень быстро, чтобы воспользоваться в качестве рекламы успешным прокатом значительно более дорогостоящего фильма Джорджа Пала „Машина времени“ (1960)».

## Сюжет
В 1960 году лётчик-испытатель ВВС США майор Уильям Эллисон (Роберт Кларк) получает задание совершить первый тестовый полёт на сверхсовременном самолёте Х80, который достигает скорости 5000 миль в час и поднимается на высоту более чем в 100 миль над поверхностью Земли, выходя на уровень суборбитального космического полёта. Полёт первоначально проходит гладко, и как Эллисон, так и его командир, полковник Мартин (Кен Нокс), с удовлетворением констатируют, что Х80 в полёте достиг скорости 6000 миль в час. Поднявшись на космическую высоту, Эллисон не замечает, как самолёт Х80 преодолевает временной барьер. Эллисон теряет связь с авиабазой, но тем не менее возвращается и нормально совершает посадку, с удивлением обнаруживая, что база опустела и находится в заброшенном состоянии. Эллисон выходит из самолёта и обследует пустые, полуразрушенные здания авиабазы, после чего видит, что и близлежащий город также стал мёртвым, а рядом с ним высится странный светящийся обелиск в окружении загадочных футуристических структур.
Эллисон направляется к обелиску, не подозревая, что за ним наблюдают находящиеся внутри люди. Приблизившись к зданию, Эллисон получает удар невидимым лучом и теряет сознание. Вскоре он приходит в себя и обнаруживает, что помещён в стеклянную трубу, расположенную в одном из помещений огромной подземной Цитадели. Эллисон представляется и просит освободить его и объяснить, где он находится. Вместо ответа Капитан (Бойд Морган) препровождает его по помещениям цитадели к пожилому человеку, которого именует Суприм, верховному правителю Цитадели (Владимир Соколофф). Суприм представляет Эллисона своей внучке, молодой красавице Трирене (Дарлин Томпкинс) и объясняет, что она глухонемая, как и все живущие здесь люди, кроме него и Капитана. При этом у Трирены развились экстрасенсорные способности, и она может читать чужие мысли. Капитан начинает допрос Эллисона, пытаясь выяснить его личность и цель визита, предполагая, что он шпион некой враждебной силы. Не веря утверждениям Эллисона, что он является лётчиком-испытателем ВВС США, Капитан бросает его в тюремный застенок, где содержится группа недоразвитых, агрессивных, лысых человекоподобных мутантов, один из которых набрасывается на Эллисона, но американский лётчик легко с ним справляется. Капитан докладывает Суприму, что, по его мнению, Эллисон является вражеским шпионом, но Трирена даёт понять, что Эллисон рассказал им правду. Суприм решает освободить Эллисона, и заметив, что Трирена проявила к нему интерес, в том числе, как к привлекательному мужчине, позволяет ей провести для него экскурсию по Цитадели. Во время экскурсии Эллисон просит Трирену объяснить ему, что происходит вокруг. Трирена показывает Эллисону несколько фотографий былой жизни на Земле, а также фотографий своих родственников, давая понять, что «Великая чума» вынудила людей перебраться под Землю. Изучив фотографии и газетные вырезки, Эллисон просит Трирену организовать ему встречу с учёным Карлом Крузе, который находится в Цитадели на положении пленного, но при этом руководит научной лабораторией. Трирена на скоростном лифте поднимается месте с Эллисоном в большую лабораторию, где американский пилот знакомится с Крузе (Стивен Бекасси) и его коллегами — доктором Боурманом (Джон ван Дрилин) и красивой женщиной, майором Марковой (Арианна Ульмер), которые также прибыли из другого времени. Крузе с большим интересом относится к словам Эллисона о том, что его полёт состоялся в 1960 году, но Эллисон по-прежнему ничего не может понять. Когда Маркова подмечает, что Трирена проявляет личный интерес к Эллисону, смущённая девушка выбегает из лаборатории.
Крузе и Боурман предупреждают Эллисона, что Капитан безжалостен, и, заблокировав на некоторое время аппаратуру слежения за лабораторией, объясняют Эллисону, что сейчас на Земле идёт 2024 год. Далее Крузе рассказывает, что в 1971 году Землю охватила принесённая из космоса страшная эпидемия. На вопрос Эллисона, была ли причиной эпидемии ядерная война, Боурман объясняет, что ядерной войны не было. Однако после многочисленных испытаний ядерного оружия в различных частях планеты существенным образом была повреждена стратосфера, что лишило Землю защиты от космической радиации. В результате на поверхность планеты стали проникать вредоносные космические лучи, которые постепенно, но неотвратимо стали превращать людей в глухонемых, стерильных мутантов. Далее Боурман говорит, что к тому времени люди уже создали технологии, позволяющие совершать космические полёты, и к 1973 году вся здоровая часть населения была эвакуирована на другие планеты, а те, кого поразила болезнь, переселились в подземную Цитадель. Отказавшиеся перебраться под Землю были оставлены на поверхности планеты, и через некоторое время превратились в мутантов, с которыми Эллисон столкнулся в тюремном застенке. Хотя тем, кто живёт под землёй, удалось приостановить воздействие болезни, тем не менее, все они, кроме Трирены, стерильны, и обречены на вымирание. Крузе поясняет, что все трое учёных, также как и Эллисон, в своё время случайно преодолели временной барьер при проведении испытаний межпланетных космических кораблей, но это случилось в начале 1970-х годов. После рассказа Эллисона о том, что с ним произошло, учёных очень заинтересовал тот факт, что его самолёт в полностью рабочем состоянии стоит на авиабазе. Разговор прерывает вошедший Капитан, который требует сообщить ему, о чём учёные говорили с Эллисоном. Учёные уходят от ответа, а Маркова замечает, что с Эллисоном ему стоит обходиться хорошо, так как, видимо, Трирена выбрала его для себя. Капитан признаёт, что все люди в Цитадели больны, но просит Эллисона не причинять несчастья Трирене, которая является их единственной надеждой на продолжение рода. Эллисон находит Трирену и признаётся ей в том, что он к ней не равнодушен. Возвращаясь в свою комнату, Эллисон сталкивается с Марковой, которая говорит ему, что он должен вернуться в своё время, чтобы предотвратить возникновение чумы. Тем временем в лаборатории учёные решают, каким образом повторить эффект преодоления временного барьера, что позволило бы Эллисону вернуться в своё время. Крузе говорит, что существует сеть подземных туннелей, по которым можно пройти из Цитадели на авиабазу, но к картам имеют доступ только Суприм и Капитан. Трирена быстро передаёт Эллисону необходимую информацию, но приходит в отчаяние, узнав о том, что он намеревается улететь и покинуть её. Тем временем Капитан докладывает Суприму, что учёные готовят побег Эллисона, и спрашивает, можно ли его уговорить остаться с Триреной. Капитан приводит Эллисона к Суприму, обвиняя его в том, что он планирует уничтожить их, но Суприм в свою очередь умоляет пилота остаться с Триреной. Тем временем Маркова убивает охранника и выпускает на свободу мутантов, рассчитывая использовать возникший беспорядок, чтобы дать возможность Эллисону убежать и подготовить свой полёт.
Когда Эллисон настаивает на том, чтобы взять Трирену с собой, Маркова говорит, что это невозможно. Она заявляет, что сама собирается полететь вместе с ним и вернуться в 1973 год, где её знание о будущем даст ей огромную власть. Эллисон приходит в шок от планов Марковой, а Крузе, услышав её слова, убивает её. Крузе и Боурман направляются с Эллисоном на поиски Трирены. Когда они находят девушку, Боурман неожиданно бьёт Крузе, в результате чего тот теряет сознание. Боурман объясняет, что Крузе хотел улететь на самолёте вместо Эллисона, но Трирена даёт Эллисону понять, что Боурман его обманывает, и Эллсион набрасывается на него. В ходе начавшейся потасовки Трирена погибает от шальной пули. Расправившись с Боурманом, Эллисон переносит тело Трирены к Суприму и клянётся ему, что вернётся в своё время и оттуда спасёт их. Суприм передаёт Эллисону кольцо Трирены как знак доверия и проводит его по тоннелю. Эллисон садится в свой самолёт, и, используя расчёты учёных, взлетает и повторяет в обратном порядке преодоление временного барьера, возвращаясь на свою авиабазу в 1960 год. Полковник Мартин и офицеры на базе с удивлением видят, что Эллисон превратился в глубокого старика, и выслушивают его рассказ. Проверив его информацию, они выясняют, что Крузе, Боурман и Маркова действительно существуют, и в настоящее время являются студентами именно в тех областях, которые назвал Эллисон. После этого Мартин приглашает представителей правительства, которые приходят к заключению, что им надо принять очень важные решения в отношении общего будущего человечества.

## В ролях
- Роберт Кларк — майор Уильям Эллисон
- Дарлин Томпкинс — принцесса Трирена
- Владимир Соколов — Суприм
- Бойд Морган — Капитан
- Стивен Бекасси — генерал Карл Крузе
- Арианна Ульмер — капитан Маркова
- Джон ван Дрилин — доктор Боурман
- Кен Нокс — полковник Марти Мартин

## Создание фильма
Актёр Роберт Кларк на протяжении 1950-х годов был одним из самых востребованных актёров научно-фантастического кино, сыграв в таких фильмах, как «Пришелец с планеты X» (1951), «Пленницы» (1952), «Невероятно окаменевший мир» (1957), «Поразительная бестия» (1957) и «Отвратительный демон с Солнца» (1959). На последнем фильме он был также автором сценария, режиссёром и продюсером. В 1959 году Кларк решил выступить в качестве продюсера и исполнителя главной роли  фильма о путешествии во времени.
На должность режиссёра Кларк пригласил Эдгара Г. Ульмера, с которым имел опыт совместной работы на фильме «Пришелец с планеты X». К 1960 году Ульмер имел небольшой культовый статус благодаря постановке фильма ужасов «Чёрный кот» (1934) и фильма нуар «Объезд» (1944). Однако по большей части творчество Ульмера оставалось недооценённым и часто заслуживало большего признания критики. Он сделал несколько жанровых фильмов категории В, включая «Пришелец с планеты Х» (1951), «Дочь доктора Джекилла» (1957) и «Атлантида» (1961). Одновременно с этим фильмом и «в тех же самых декорациях Ульмер снял ещё один дешёвый фильм о человеке-невидимке „Поразительный прозрачный человек“ (1960), и как говорилось, оба фильма вместе были сделаны за общий срок в две недели». В работе над фильмом участвовали жена Ульмера Ширли в качестве редактора сценария, и их дочь Арианна, которая сыграла роль майора Марковой.
Поскольку Кларк получил финансирование из Техаса, его спонсоры настаивали на том, чтобы съёмки проводились в этом штате. Основные съёмки Ульмер проводил на территории развлекательно-образовательного комплекса Фэйр-парк в Далласе, построенном в 1936 году для Всемирной выставки, посвящённой 100-летию обретения штатом Техас независимости от Мексики, используя некоторые из оставшихся после выставки футуристических объектов. Кларк также договорился с ВВС США и Национальной воздушной гвардией штата Техас о проведении съёмок на базе ВВС Карсуэлл в Форт-Ворте и на заброшенной в то время Военно-воздушной базе корпуса морской пехоты Игл Маунтин Лейк, а также о съёмках испытательных полётов истребителя F-102.
Художник фильма Эрнст Фегт разработал треугольный мотив для создания футуристических декораций Цитадели, которые были размещены в одном из пустых выставочных залов Фэйр-парка. «Здания будущего построены из блоков и отверстий треугольной формы, которые, возможно создавались под влиянием геодезических куполов Бакминстера Фуллера». Шейб подчёркивает, что сцена в застенке с мутантами носит стилизованный и экспрессионистский характер — камера полна энергичными, резкими остроуголными решётчатыми структурами, отбрасывающими резкие тени… как будто она взята из «Метрополиса» (1927)".

## Место фильма в ряду научно-фантастических картин своего времени
Грост указывает, что до выхода на экраны научно-фантастического телесериала «Стар Трек» в 1966 году «сравнительно немного фильмов показывало Землю отделённого будущего, или какую-либо иную планету с продвинутой цивилизацией. Все эти фильмы стали в той или иной степени культовыми, среди них „Аэлита“ (1924) Якова Протазанова, „Метрополис“ (1927) Фрица Ланга, „Только представь“ (1930) Дэвида Батлера, „Призрачная империя“ (1935) Отто Броуера и Б.Ривса Изона, „Облик грядущего“ (1936) Уильяма Камерона Мензиса, „Этот остров Земля“ (1955) Джозефа Ньюмана и „Запретная планета“ (1956) Фреда Уилкокса». Шриб отмечает, что «тема лётчика/астронавта, который переносится в будущее, где вынужден защищать сохранившихся генетически чистых людей от орд мутантов среди руин цивилизации была стабильной темой научно-фантастических фильмов категории В предыдущего десятилетия таких, как „Пленницы“ (1952), „Мир без конца“ (1956) и позднее „Путешественники во времени“ (1964)». Грост подчёриквает, что этот фильм имеет наиболее значительное сходство с научно-фантастической картиной «Мир без конца» (1956) Эдварда Берндса. «В частности, действие обоих фильмов происходит на Земле, где люди пытаются преодолеть последствия катастрофы (в „Мире без конца“ — это ядерная война), в обоих фильмах в качестве гостей присутствуют люди из XX века и в обоих фильмах демонстрируются футуристические строения с необычной геометрической архитектурой».

## Оценка фильма критиками
Кинокритик Деннис Шварц назвал картину «дешёвым фильмом» с «картонными декорациями, плоской актёрской игрой и примитивной историей». Кинокритик Ричард Шейб назвал фильм «в основном шаблонным». В качестве причин, которые не позволили Ульмеру сделать фильм художественно более сильным, критики называют отсутствие должного финансирования и слишком короткие сроки проведения съёмок. Так, Шейб отмечает: «Видно, что Ульмер работает в рамках слишком сжатого графика, что не позволяет ему в полной мере продемонстрировать свой визуальный вкус, хотя определённая фантазия заметна». Хэл Эриксон отмечает, что фильм «предпринимает серьёзные усилия, чтобы добиться успеха, но, в конце концов, терпит поражение по причине практически нулевого бюджета».
К достоинствам фильма Шейб относит декорации. В частности, «с большой изобретательностью Ульмер смог использовать несколько раз одни и те же пирамидальные структуры и низкие потолки, бесконечно реорганизуя их для достижения умеренно впечатляющих результатов на болезненно низком бюджете. В остальном же эффекты выглядят дёшево — единственная врезанная в кадр картина города будущего выглядит статичной и неубедительной».
Наряду с этим, Шварц отмечает, что «Ульмер выбрасывает достаточно идей, чтобы заинтересовать (зрителя) этой слабенькой историей и не обращать внимания на убогую производственную базу и все те концы истории, которые так и не связываются друг с другом». Резюмируя, Шварц также отмечает, что редко какой «голливудский режиссёр при работе на столь малом бюджете способен будет достичь результатов, которых добивается Ульмер от своих фильмов в плане качества и художественного подхода».